# Список супруг правителей Австрии

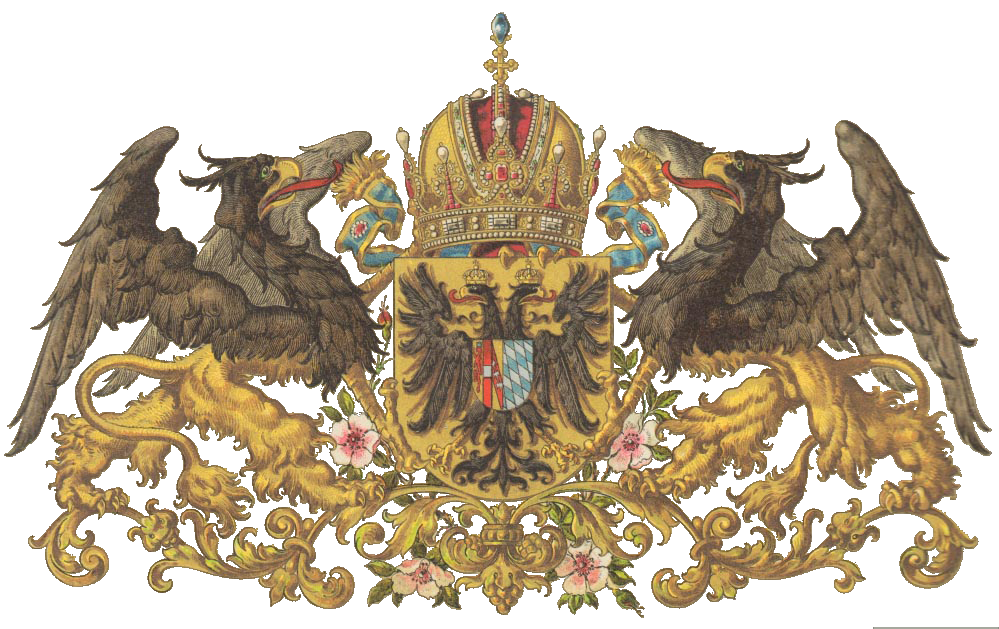
Герб австрийской императрицы Елизаветы Баварской

Ниже приведён список австрийских императриц, эрцгерцогинь, герцогинь и маркграфинь — жён правителей Австрии. Монархия в Австрии была упразднена в конце Первой мировой войны в 1918 году.

## Маркграфини Австрии

### Бабенберги
| Изображение     | Имя                                     | Отец                                                                 | Дата рождения  | Брак             | Стала маркграфиней                 | Перестала быть маркграфиней | Смерть           | Супруг       |
| --------------- | --------------------------------------- | -------------------------------------------------------------------- | -------------- | ---------------- | ---------------------------------- | --------------------------- | ---------------- | ------------ |
|                 | Рихарда из Зуалафельдгау                | Эрнст IV, граф Зуалафельдгау                                         | 945/950        | ?                | 976 восхождение мужа               | 10 июля 994 смерть мужа     | 994?             | Леопольд I   |
|                 | Глисмод из Западной Саксонии            | Иммед IV, граф Западной Саксонии (Иммедингеры)                       | 975/980        | ?                | 23 июня 1018 восхождение мужа      | 1040                        | 1040             | Адальберт    |
|                 | Фрозза Орсеоло                          | Оттон Орсеоло, дож Венеции (Орсеоло)                                 | 1015           | после 1040       | после 1040                         | 26 мая 1055 смерть мужа     | 17 февраля 1071  | Адальберт    |
|                 | Адельгейда Мейссенская                  | Дедо II, маркграф Лужицкий (Веттины)                                 | 1040           | 1060             | 1060                               | 26 января 1071              | 26 января 1071   | Эрнст        |
|                 | Свангильда из Кимгау                    | Зигхард VII, граф Кимгау                                             | ?              | 1072             | 1072                               | 10 июня 1075 смерть мужа    | 1120             | Эрнст        |
|                 | Ида Австрийская                         | Рапото IV, граф Шама                                                 | 1055/1060      | 1065?            | 10 июня 1075 восхождение мужа      | 12 октября 1095 смерть мужа | сентябрь 1101    | Леопольд II  |
|                 | Мария из Перга                          | Вальхунс, граф Перга                                                 | 1080           | ?                | 12 октября 1095 восхождение мужа   | 1105                        | 1105             | Леопольд III |
|                 | Агнесса фон Вайблинген                  | Генрих IV, император Священной Римской империи (Салическая династия) | 1072           | 1106             | 1106                               | 15 ноября 1136 смерть мужа  | 24 сентября 1143 | Леопольд III |
|                 | Мария Чешская                           | Собеслав I, князь Чехии (Пржемысловичи)                              | 1124/25        | 28 сентября 1138 | 28 сентября 1138                   | 18 октября 1141 смерть мужа | 1160             | Леопольд IV  |
|                 | Гертруда Супплинбургская                | Лотарь II, император Священной Римской империи (Супплинбурги)        | 18 апреля 1115 | 1 мая 1142       | 1 мая 1142                         | 18 апреля 1143              | 18 апреля 1143   | Генрих II    |
| Феодора Комнина | Севастократор Андроник Комнин (Комнины) | ?                                                                    | 1148           | 1148             | 17 сентября 1156 Privilegium Minus | 2 января 1184               |                  | Генрих II    |

## Герцогини Австрии

### Бабенберги
| Изображение | Имя               | Отец                                                                              | Дата рождения | Брак   | Стала герцогиней                   | Перестала быть герцогиней   | Смерть          | Супруг      |
| ----------- | ----------------- | --------------------------------------------------------------------------------- | ------------- | ------ | ---------------------------------- | --------------------------- | --------------- | ----------- |
|             | Феодора Комнина   | Севастократор Андроник Комнин (Комнины)                                           | ?             | 1148   | 17 сентября 1156 Privilegium Minus | 13 января 1177 смерть мужа  | 2 января 1184   | Генрих II   |
|             | Илона Венгерская  | Геза II, король Венгрии (Арпады)                                                  | 1158          | 1172/4 | 13 января 1177 восхождение мужа    | 31 декабря 1194 смерть мужа | 25 мая 1199     | Леопольд V  |
|             | Феодора Ангелина  | Севастократор Иоанн Дука или дочь одной из дочерей Андроника Дуки Ангела (Ангелы) | 1180/5        | 1203   | 1203                               | 28 июля 1230 смерть мужа    | 22/23 июня 1246 | Леопольд VI |
|             | Агнесса Меранская | Оттон I, герцог Меранский (Андексская династия)                                   | 1215          | 1229   | 28 июля 1230 восхождение мужа      | 1240/3? развод              | 7 января 1263   | Фридрих II  |

### Междуцарствие
| Изображение | Имя                  | Отец                              | Дата рождения | Брак            | Стала герцогиней | Перестала быть герцогиней                   | Смерть          | Супруг                           |
| ----------- | -------------------- | --------------------------------- | ------------- | --------------- | ---------------- | ------------------------------------------- | --------------- | -------------------------------- |
|             | Кунигунда Славонская | Ростислав Михайлович (Рюриковичи) | 1245          | 25 октября 1261 | 25 октября 1261  | ноябрь 1276 муж отказался от прав в Австрии | 9 сентябрь 1285 | Пржемысл Отакар II, король Чехии |

### Габсбурги
| Изображение | Имя                      | Отец                                                       | Дата рождения   | Брак                                                                    | Стала герцогиней | Перестала быть герцогиней           | Смерть           | Супруг       |
| ----------- | ------------------------ | ---------------------------------------------------------- | --------------- | ----------------------------------------------------------------------- | --- | ----------------------------------- | ---------------- | ------------ |
|             | Гертруда Гогенбергская   | Буркхард V, граф Гогенберга (Гогенцоллерны)                | 1225            | 1245                                                                    | ноябрь 1276 восхождение мужа | 16 февраля 1281                     | 16 февраля 1281  | Рудольф I    |
|             | Елизавета Каринтийская   | Мейнхард II, герцог Каринтии (Горицкая династия)           | ок. 1262        | 20 декабря 1274                                                         | декабрь 1282 восхождение мужа 25 мая 1300 совместно с Бланкой Французской 1 марта 1305 единолично 16 октября 1306 совместно с Эльжбетой Рыксой 3/4 июля 1307 единолично | 1 мая 1308 смерть мужа              | 28 октября 1312  | Альбрехт I   |
|             | Бланка Французская       | Филипп III, король Франции (Капетинги)                     | ок. 1282        | 25 мая 1300 совместно со Елизаветой Каринтийской                        | 25 мая 1300 совместно со Елизаветой Каринтийской | 1 марта 1305                        | 1 марта 1305     | Рудольф III  |
|             | Эльжбета Рыкса           | Пшемысл II, король Польши (Пясты)                          | 1 сентября 1286 | 16 октября 1306 совместно со Елизаветой Каринтийской                    | 16 октября 1306 совместно со Елизаветой Каринтийской | 3/4 июля 1307 смерть мужа           | 18 октября 1335  | Рудольф III  |
|             | Изабелла Арагонская      | Хайме II, король Арагона (Барселонский дом)                | 1305            | 11 мая 1315 совместно с Екатериной Савойской 28 февраля 1326 единолично | 11 мая 1315 совместно с Екатериной Савойской 28 февраля 1326 единолично                                                                                                 | 13 января 1330 смерть мужа          | 12 июля 1330     | Фридрих I    |
|             | Екатерина Савойская      | Амадей V, граф Савойи (Савойская династия)                 | 1304            | ок. 1315 совместно с Изабеллой Арагонской                               | ок. 1315 совместно с Изабеллой Арагонской | 28 февраля 1326 смерть мужа         | 30 сентября 1336 | Леопольд I   |
|             | Иоганна, графиня Пфирта  | Ульрих III, граф Пфирта                                    | 1300            | 15 февраля 1324                                                         | 13 января 1330 совместно с Елизаветой Баварской 25 марта 1330 единолично 16 февраля 1335 совместно с Анной Люксембургской 3 сентября 1338 единолично                    | 15 ноября 1351                      | 15 ноября 1351   | Альбрехт II  |
|             | Елизавета Баварская      | Стефан I, герцог Баварии (Виттельсбахи)                    | 1306            | 15 мая 1325                                                             | 13 января 1330 совместно с Иоганной, графиней Пфирта | 25 марта 1330                       | 25 марта 1330    | Оттон        |
|             | Анна Люксембургская      | Иоганн Люксембургский, король Чехии (Люксембурги)          | 27 марта 1323   | 25 марта 1330 совместно с Иоганной, графиней Пфирта                     | 25 марта 1330 совместно с Иоганной, графиней Пфирта | 3 сентября 1338                     | 3 сентября 1338  | Оттон        |
|             | Екатерина Люксембургская | Карл IV, император Священной Римской империи (Люксембурги) | 19 августа 1342 | ок. 1350?                                                               | 16 августа 1358 восхождение мужа | 27 июля 1365 смерть мужа            | 26 апреля 1395   | Рудольф IV   |
|             | Елизавета Люксембургская | Карл IV, император Священной Римской империи (Люксембурги) | 19 апреля 1358  | после 19 марта 1366 совместно с Верде Висконти                          | после 19 марта 1366 совместно с Верде Висконти | 4 сентября 1373                     | 4 сентября 1373  | Альбрехт III |
|             | Беатриса Нюрнбергская    | Фридрих V, бургграф Нюрнберга (Гогенцоллерны)              | 1362            | 1375 совместно с Верде Висконти                                         | 1375 совместно с Верде Висконти | 9 сентября 1379 Нойбергский договор | 10 июня 1414     | Альбрехт III |
|             | Верде Висконти           | Бернабо Висконти, правитель Милана (Висконти)              | 1352            | 23 февраля 1365                                                         | 27 июля 1365 единолично после 19 марта 1366 совместно с Елизаветой Люксембургской 4 сентября 1373 единолично ок. 1375 совместно с Беатрисой Нюрнбергской                | 9 сентября 1379 Нойбергский договор | 1 марта 1414     | Леопольд III |

#### Альбертинская линия
По Нойбергскому договору, заключённому 9 сентября 1379 года, Альбрехт III получил герцогство Австрию вместе со штирийскими ленами в Верхней Австрии (долина Энса, Штайр, Зальцкаммергут). Неофициально герцогство Альбрехта III называлось Нижняя Австрия.
| Изображение | Имя                      | Отец                                                         | Дата рождения  | Брак           | Стала герцогиней                    | Перестала быть герцогиней    | Смерть          | Супруг       |
| --- | ------------------------ | ------------------------------------------------------------ | -------------- | -------------- | ----------------------------------- | ---------------------------- | --------------- | ------------ |
| | Беатриса Нюрнбергская    | Фридрих V, бургграф Нюрнберга (Гогенцоллерны)                | 1362           | 1375           | 9 сентября 1379 Нойбергский договор | 29 августа 1395 смерть мужа  | 10 июня 1414    | Альбрехт III |
| | Иоганна София Баварская  | Альбрехт, граф Голландии (Виттельсбахи)                      | 1373           | 24 апреля 1390 | 29 августа 1395 восхождение мужа    | 14 сентября 1404 смерть мужа | 15 ноября 1410  | Альбрехт IV  |
| | Елизавета Люксембургская | Сигизмунд, император Священной Римской империи (Люксембурги) | 7 октября 1409 | 19 апреля 1422 | 19 апреля 1422                      | 27 октября 1439 смерть мужа  | 25 декабря 1442 | Альбрехт V   |
| Ладислав Постум, последний герцог Австрии из Альбертинской ветви, внезапно скончался в Праге 23 ноября 1457 года во время подготовки к свадьбе с французской принцессой Мадлен Валуа, дочерью короля Франции Карла VII. После его смерти территории были присоединены к владениям Леопольдинской ветви Габсбургов. |                          |                                                              |                |                |                                     |                              |                 |              |

#### Леопольдинская линия
По Нойбергскому договору, заключённому 9 сентября 1379 года, Леопольд III получил Штирию, Каринтию, Крайну, Истрию, Тироль и Переднюю Австрию. Неофициально герцогство Леопольда III называлось Верхняя Австрия.

##### Главная линия
| Изображение                                                                  | Имя                           | Отец                                            | Дата рождения | Брак | Стала герцогиней | Перестала быть герцогиней                                | Смерть         | Супруг       |
| ---------------------------------------------------------------------------- | ----------------------------- | ----------------------------------------------- | ------------- | --- | --- | -------------------------------------------------------- | -------------- | ------------ |
|                                                                              | Верде Висконти                | Бернабо Висконти, правитель Милана (Висконти)   | 1352          | 23 февраля 1365 | 9 сентября 1379 Нойбергский договор | 9 июля 1386 смерть мужа                                  | 1 марта 1414   | Леопольд III |
|                                                                              | Джованна II, королева Неаполя | Карл III, король Неаполя (Анжу-Сицилийский дом) | 23 июня 1373  | 13 ноября 1401 совместно с Екатериной Бургундской 1402 совместно с Маргаритой Померанской                                                                                             | 13 ноября 1401 совместно с Екатериной Бургундской 1402 совместно с Маргаритой Померанской                                                                                             | 15 июля 1406 смерть мужа                                 | 2 февраля 1435 | Вильгельм    |
|                                                                              | Екатерина Бургундская         | Филипп II, герцог Бургундии (Бургундские Валуа) | апрель 1378   | 15 августа 1393 единолично 13 ноября 1401 совместно с Джованной II 1402 совместно с Маргаритой Померанской 15 июля 1406 единолично после раздела территорий Леопольдинских Габсбургов | 15 августа 1393 единолично 13 ноября 1401 совместно с Джованной II 1402 совместно с Маргаритой Померанской 15 июля 1406 единолично после раздела территорий Леопольдинских Габсбургов | 3 июня 1411 смерть мужа                                  | 24 января 1425 | Леопольд IV  |
|                                                                              | Маргарита Померанская         | Богуслав V, герцог Померании (Грифичи)          | 1366          | 14 января 1392 | 1402 совместно с Джованной II и Екатериной Бургундской | 15 июля 1406 раздел территорий Леопольдинских Габсбургов | ок. 1407/1410  | Эрнст        |
| В 1406 году территории Леопольдинской ветви Габсбургов вновь были разделены: |                               |                                                 |               | | |                                                          |                |              |

##### Эрнестинская линия
Эрнестинская ветвь получила герцогства Штирия, Каринтия и Крайна, называвшиеся Внутренней Австрии.
| Изображение | Имя                          | Отец                                            | Дата рождения    | Брак                               | Стала герцогиней                                         | Перестала быть герцогиней  | Смерть           | Супруг      |
| ----------- | ---------------------------- | ----------------------------------------------- | ---------------- | ---------------------------------- | -------------------------------------------------------- | -------------------------- | ---------------- | ----------- |
|             | Маргарита Померанская        | Богуслав V, герцог Померании (Грифичи)          | 1366             | 14 января 1392                     | 15 июля 1406 раздел территорий Леопольдинских Габсбургов | ок. 1407/1410              | ок. 1407/1410    | Эрнст       |
|             | Кимбурга Мазовецкая          | Земовит IV, князь плоцкий (Пясты)               | 1394/1397        | 25 января 1412 эрцгерцогиня c 1414 | 25 января 1412 эрцгерцогиня c 1414                       | 10 июня 1424 смерть мужа   | 28 сентября 1429 | Эрнст       |
|             | Элеонора Елена Португальская | Дуарте I, король Португалии (Ависская династия) | 18 сентября 1434 | 16 марта 1452 эрцгерцогиня c 1453  | 16 марта 1452 эрцгерцогиня c 1453                        | 3 сентября 1467            | 3 сентября 1467  | Фридрих V   |
|             | Матильда Пфальцская          | Людвиг III, курфюрст Пфальца (Виттельсбахи)     | 7 марта 1419     | 1452 эрцгерцогиня c 1458           | 1452 эрцгерцогиня c 1458                                 | 2 декабря 1463 смерть мужа | 22 августа 1482  | Альбрехт VI |

##### Старшая Тирольская линия
Старшая Тирольская ветвь получила Тироль и вскоре Переднюю Австрию. Эти территории стали называться Верхней Австрией.
| Изображение                                                                | Имя                  | Отец                                             | Дата рождения   | Брак                                | Стала герцогиней                    | Перестала быть герцогиней            | Смерть          | Супруг        |
| -------------------------------------------------------------------------- | -------------------- | ------------------------------------------------ | --------------- | ----------------------------------- | ----------------------------------- | ------------------------------------ | --------------- | ------------- |
|                                                                            | Елизавета Пфальцская | Рупрехт, король Германии (Виттельсбахи)          | 27 октября 1381 | 24 декабря 1446/7                   | 24 декабря 1446/7                   | 31 декабря 1408                      | 31 декабря 1408 | Фридрих IV    |
|                                                                            | Анна Брауншвейгская  | Фридрих I, герцог Брауншвейг-Люнебурга (Вельфы)  | 1390            | 11 июня 1411                        | 11 июня 1411                        | 1432                                 | 1432            | Фридрих IV    |
|                                                                            | Элеонора Шотландская | Яков I, король Шотландии (Стюарты)               | 1433            | 12 февраля 1449 эрцгерцогиня с 1477 | 12 февраля 1449 эрцгерцогиня с 1477 | 20 ноября 1480                       | 20 ноября 1480  | Сигизмунд     |
|                                                                            | Катарина Саксонская  | Альбрехт III, герцог Саксонии (Веттины)          | 24 июля 1468    | 24 февраля 1484 также эрцгерцогиня  | 24 февраля 1484 также эрцгерцогиня  | май 1490 отречение мужа              | 10 февраля 1524 | Сигизмунд     |
|                                                                            | Анна Бретонская      | Франциск II, герцог Бретани (Дом Монфор-л’Амори) | 25 января 1477  | 19 декабря 1490 также эрцгерцогиня  | 19 декабря 1490 также эрцгерцогиня  | в начале 1492 брак аннулирован папой | 9 января 1514   | Максимилиан I |
| В 1493 году разрозненные австрийские эрцгерцогства были объединены в одно. |                      |                                                  |                 |                                     |                                     |                                      |                 |               |

## Эрцгерцогини Австрии

### Габсбурги
| Изображение                                                                                            | Имя                          | Отец                                             | Дата рождения    | Брак            | Стала эрцгерцогиней                                                                                               | Перестала быть эрцгерцогиней         | Смерть           | Супруг                           |
| --- | ---------------------------- | ------------------------------------------------ | ---------------- | --------------- | --- | ------------------------------------ | ---------------- | -------------------------------- |
| | Кимбурга Мазовецкая          | Земовит IV, князь плоцкий (Пясты)                | 1394/1397        | 25 января 1412  | 1414 муж объявил себя эрцгерцогом                                                                                 | 10 июня 1424 смерть мужа             | 28 сентября 1429 | Эрнст (Внутренняя Австрия)       |
| | Элеонора Елена Португальская | Дуарте I, король Португалии (Ависская династия)  | 18 сентября 1434 | 16 марта 1452   | 1453 муж признан эрцгерцогом по Privilegium Maius 1458 совместно с Матильдой Пфальцской 2 декабря 1463 единолично | 3 сентября 1467                      | 3 сентября 1467  | Фридрих V (Внутренняя Австрия)   |
| | Матильда Пфальцская          | Людвиг III, курфюрст Пфальца (Виттельсбахи)      | 7 марта 1419     | 1452            | 1458 мужу пожалован титул совместно с Элеонорой Еленой Португальской                                              | 2 декабря 1463 смерть мужа           | 22 августа 1482  | Альбрехт VI (Внутренняя Австрия) |
| | Элеонора Шотландская         | Яков I, король Шотландии (Стюарты)               | 1433             | 12 февраля 1449 | 1477 мужу пожалован титул                                                                                         | 20 ноября 1480                       | 20 ноября 1480   | Сигизмунд (Верхняя Австрия)      |
| | Катарина Саксонская          | Альбрехт III, герцог Саксонии (Веттины)          | 24 июля 1468     | 24 февраля 1484 | 24 февраля 1484                                                                                                   | май 1490 отречение мужа              | 10 февраля 1524  | Сигизмунд (Верхняя Австрия)      |
| | Анна Бретонская              | Франциск II, герцог Бретани (Дом Монфор-л’Амори) | 25 января 1477   | 19 декабря 1490 | 19 декабря 1490                                                                                                   | в начале 1492 брак аннулирован папой | 9 января 1514    | Максимилиан I (Верхняя Австрия)  |
| Австрийские территории были вновь объединены 1493 году.                                                |                              |                                                  |                  |                 | |                                      |                  |                                  |
| | Бьянка Мария Сфорца          | Галеаццо Мария Сфорца, герцог Милана (Сфорца)    | 5 апреля 1472    | 16 марта 1494   | 16 марта 1494 | 31 декабря 1510                      | 31 декабря 1510  | Максимилиан I                    |
| | Изабелла Португальская       | Мануэл I, король Португалии (Ависская династия)  | 24 октября 1503  | 10 марта 1526   | 10 марта 1526 | 1 мая 1539                           | 1 мая 1539       | Карл V                           |
| | Анна Ягеллонка               | Владислав II, король Чехии (Ягеллоны)            | 23 июля 1503     | 25 мая 1521     | 25 мая 1521 | 27 января 1547                       | 27 января 1547   | Фердинанд I                      |
| В 1564 году Австрийские территории были вновь разделены между тремя сыновьями императора Фердинанда I. |                              |                                                  |                  |                 | |                                      |                  |                                  |

#### Раздел 1564 года
Нижняя Австрия (собственно, Австрийское эрцгерцогство) отошла первому сыну императора — Максимилиану
| Изображение | Имя             | Отец                                        | Дата рождения  | Брак             | Стала эрцгерцогиней           | Перестала быть эрцгерцогиней | Смерть          | Супруг         |
| --- | --------------- | ------------------------------------------- | -------------- | ---------------- | ----------------------------- | ---------------------------- | --------------- | -------------- |
| | Мария Испанская | Карл I, эрцгерцог Австрии (Габсбурги)       | 21 июня 1528   | 13 сентября 1548 | 25 июля 1564 восхождение мужа | 12 октября 1576 смерть мужа  | 26 февраля 1603 | Максимилиан II |
| | Анна Тирольская | Фердинанд II, эрцгерцог Австрии (Габсбурги) | 4 октября 1585 | 4 декабря 1611   | 4 декабря 1611                | 14 декабря 1618              | 14 декабря 1618 | Матвей         |
| Матвей и его брат Рудольф не оставили наследников, поэтому территории отошли потомкам третьего сына императора, Карла. |                 |                                             |                |                  |                               |                              |                 |                |

Верхняя Австрия (Тироль и Передняя Австрия) отошла второму сыну императора — Фердинанду
| Изображение                                                                                         | Имя                   | Отец                                        | Дата рождения  | Брак           | Стала эрцгерцогиней | Перестала быть эрцгерцогиней | Смерть          | Супруг       |
| --------------------------------------------------------------------------------------------------- | --------------------- | ------------------------------------------- | -------------- | -------------- | ------------------- | ---------------------------- | --------------- | ------------ |
| | Анна Катерина Гонзага | Гульельмо I, герцог Мантуи (Гонзага)        | 16 ноября 1566 | 14 мая 1582    | 14 мая 1582         | 24 января 1595 смерть мужа   | 3 августа 1621  | Фердинанд II |
| Фердинанд не оставил наследников, поэтому ему территории перешли к потомкам его брата Максимилиана. |                       |                                             |                |                |                     |                              |                 |              |
| | Анна Тирольская       | Фердинанд II, эрцгерцог Австрии (Габсбурги) | 4 октября 1585 | 4 декабря 1611 | 4 декабря 1611      | 14 декабря 1618              | 14 декабря 1618 | Матвей       |
| Матвей не оставил наследников, поэтому территории отошли потомкам третьего сына императора, Карла.  |                       |                                             |                |                |                     |                              |                 |              |

Внутренняя Австрия (Штирия, Каринтия и Крайна) отошла третьему сыну императора — Карлу
| Изображение | Имя                  | Отец                                       | Дата рождения  | Брак            | Стала эрцгерцогиней | Перестала быть эрцгерцогиней | Смерть         | Супруг        |
| --- | -------------------- | ------------------------------------------ | -------------- | --------------- | ------------------- | ---------------------------- | -------------- | ------------- |
| | Мария Анна Баварская | Альбрехт V, герцог Баварии (Виттельсбахи)  | 21 марта 1551  | 26 августа 1571 | 26 августа 1571     | 10 июля 1590 смерть мужа     | 29 апреля 1608 | Карл II       |
| | Мария Анна Баварская | Вильгельм V, герцог Баварии (Виттельсбахи) | 8 декабря 1574 | 23 апреля 1600  | 23 апреля 1600      | 8 марта 1616                 | 8 марта 1616   | Фердинанд III |
| В 1619 году Австрийские территории вновь были объединены под управлением Фердинанда III, эрцгерцога Внутренней Австрии. Но уже в 1623 году Фердинанд снова их разделил, наделив титулом эрцгерцога своего младшего брата Леопольда, который был губернатором Верхней Австрии. |                      |                                            |                |                 |                     |                              |                |               |

#### Раздел 1623 года
Нижняя и Внутренняя Австрия остались у представителей главной ветви Габсбургов — потомков Фердинанда III (император Фердинанд II)
| Изображение                                                      | Имя                           | Отец                                            | Дата рождения                  | Брак            | Стала эрцгерцогиней              | Перестала быть эрцгерцогиней | Смерть         | Супруг        |
| ---------------------------------------------------------------- | ----------------------------- | ----------------------------------------------- | ------------------------------ | --------------- | -------------------------------- | ---------------------------- | -------------- | ------------- |
|                                                                  | Элеонора Гонзага (Старшая)    | Винченцо I, герцог Мантуи (Гонзага)             | 23 сентября (23 февраля?) 1598 | 4 февраля 1622  | 4 февраля 1622                   | 15 февраля 1637 смерть мужа  | 27 июня 1655   | Фердинанд III |
|                                                                  | Мария Анна Испанская          | Филипп III, король Испании (Габсбурги)          | 18 августа 1606                | 20 февраля 1631 | 15 февраля 1637 восхождение мужа | 13 мая 1646                  | 13 мая 1646    | Фердинанд IV  |
|                                                                  | Мария Леопольдина Австрийская | Леопольд V, эрцгерцог Австрии (Габсбурги)       | 6 апреля 1632                  | 2 июля 1648     | 2 июля 1648                      | 7 августа 1649               | 7 августа 1649 | Фердинанд IV  |
|                                                                  | Элеонора Гонзага (Младшая)    | Карл II, герцог Невера и Ретеля (Гонзага-Невер) | 18 ноября 1630                 | 30 апреля 1651  | 30 апреля 1651                   | 2 апреля 1657 смерть мужа    | 6 декабря 1686 | Фердинанд IV  |
| Австрийские территории были окончательно объединены в 1665 году. |                               |                                                 |                                |                 |                                  |                              |                |               |

Верхняя Австрия отошла Младшей Тирольской ветви — потомкам эрцгерцога Леопольда V
| Изображение | Имя                  | Отец                                                 | Дата рождения  | Брак           | Стала эрцгерцогиней | Перестала быть эрцгерцогиней | Смерть           | Супруг          |
| --- | -------------------- | ---------------------------------------------------- | -------------- | -------------- | ------------------- | ---------------------------- | ---------------- | --------------- |
| | Клавдия Медичи       | Фердинанд I, великий герцог Тосканы (Медичи)         | 4 июня 1604    | 19 апреля 1626 | 19 апреля 1626      | 13 сентября 1632 смерть мужа | 25 декабря 1648  | Леопольд V      |
| | Анна Медичи          | Козимо II, великий герцог Тосканы (Медичи)           | 21 июля 1616   | 10 июня 1646   | 10 июня 1646        | 30 декабря 1662 смерть мужа  | 11 сентября 1676 | Фердинанд Карл  |
| | Гедвига Зульцбахская | Кристиан Август, пфальцграф Зульцбаха (Виттельсбахи) | 25 апреля 1650 | 13 июня 1665   | 13 июня 1665        | 25 июня 1665 смерть мужа     | 23 ноября 1681   | Сигизмунд Франц |
| Сигизмунд Франц не оставил наследников, поэтому территории отошли главной ветви дома Габсбургов. Австрийские территории вновь стали едины. |                      |                                                      |                |                |                     |                              |                  |                 |

#### Объединённое эрцгерцогство (с 1665)
В 1665 году Австрийские территории были объединены под управлением Леопольда VI (император Леопольд I).
| Изображение | Имя                                              | Отец                                                      | Дата рождения                  | Брак            | Стала эрцгерцогиней             | Перестала быть эрцгерцогиней | Смерть          | Супруг      |
| ----------- | ------------------------------------------------ | --------------------------------------------------------- | ------------------------------ | --------------- | ------------------------------- | ---------------------------- | --------------- | ----------- |
|             | Маргарита Тереза Испанская                       | Филипп IV, король Испании (Габсбурги)                     | 12 июля 1651                   | 12 декабря 1666 | 12 декабря 1666                 | 12 марта 1673                | 12 марта 1673   | Леопольд VI |
|             | Клавдия Фелицита Австрийская                     | Фердинанд Карл, эрцгерцог Австрии (Габсбурги)             | 30 мая 1653                    | 15 октября 1673 | 15 октября 1673                 | 8 апреля 1676                | 8 апреля 1676   | Леопольд VI |
|             | Элеонора Нейбургская                             | Филипп Вильгельм, курфюрст Пфальца (Виттельсбахи)         | 6 января 1655                  | 14 декабря 1676 | 14 декабря 1676                 | 5 мая 1705 смерть мужа       | 19 января 1720  | Леопольд VI |
|             | Вильгельмина Брауншвейг-Люнебургская             | Иоганн Фридрих, князь Брауншвейг-Каленберга (Вельфы)      | 21 апреля 1673                 | 24 февраля 1699 | 5 мая 1705 восхождение мужа     | 17 апреля 1711 смерть мужа   | 10 апреля 1742  | Иосиф I     |
|             | Елизавета Кристина Брауншвейг-Вольфенбюттельская | Людвиг Рудольф, герцог Брауншвейг-Вольфенбюттеля (Вельфы) | 28 августа (28 сентября?) 1691 | 1 августа 1708  | 17 апреля 1711 восхождение мужа | 20 октября 1740 смерть мужа  | 21 декабря 1750 | Карл III    |

### Габсбурги-Лотарингские
| Изображение | Имя                                | Отец                                                         | Дата рождения  | Брак            | Стала эрцгерцогиней              | Перестала быть эрцгерцогиней  | Смерть         | Супруг      |
| ----------- | ---------------------------------- | ------------------------------------------------------------ | -------------- | --------------- | -------------------------------- | ----------------------------- | -------------- | ----------- |
|             | Мария Йозефа Баварская             | Карл VII, император Священной Римской империи (Виттельсбахи) | 30 марта 1739  | 23 января 1765  | 18 августа 1765 восхождение мужа | 28 мая 1767                   | 28 мая 1767    | Иосиф II    |
|             | Мария-Луиза Испанская              | Карл III, король Испании (Бурбоны)                           | 24 ноября 1745 | 5 августа 1765  | 20 февраля 1790 восхождение мужа | 1 марта 1792 смерть мужа      | 15 мая 1792    | Леопольд II |
|             | Мария Тереза Бурбон-Неаполитанская | Фердинанд I, король Обеих Сицилий (Бурбоны)                  | 6 июня 1772    | 15 августа 1790 | 1 марта 1792 восхождение мужа    | 6 августа 1806 отречение мужа | 13 апреля 1807 | Франц II    |

## Императрицы Австрии

### Габсбурги-Лотарингские
| Изображение | Имя                                | Отец                                                       | Дата рождения    | Брак            | Стала императрицей               | Перестала быть императрицей   | Смерть           | Супруг        |
| ----------- | ---------------------------------- | ---------------------------------------------------------- | ---------------- | --------------- | -------------------------------- | ----------------------------- | ---------------- | ------------- |
|             | Мария Тереза Бурбон-Неаполитанская | Фердинанд I, король Обеих Сицилий (Неаполитанские Бурбоны) | 6 июня 1772      | 15 августа 1790 | 11 августа 1804 восхождение мужа | 13 апреля 1807                | 13 апреля 1807   | Франц I       |
|             | Мария Людовика Моденская           | Фердинанд Австрийский (Габсбург-Лотарингский дом)          | 14 декабря 1787  | 6 января 1808   | 6 января 1808                    | 7 апреля 1816                 | 7 апреля 1816    | Франц I       |
|             | Каролина Августа Баварская         | Максимилиан I, король Баварии (Виттельсбахи)               | 8 февраля 1792   | 29 октября 1816 | 29 октября 1816                  | 2 марта 1835 смерть мужа      | 9 февраля 1873   | Франц I       |
|             | Мария Анна Савойская               | Виктор Эммануил I, король Сардинии (Савойский дом)         | 19 сентября 1803 | 12 февраля 1831 | 2 марта 1835 восхождение мужа    | 2 декабря 1848 отречение мужа | 4 мая 1884       | Фердинанд I   |
|             | Елизавета Баварская                | Максимилиан, герцог Баварский (Виттельсбахи)               | 24 декабря 1837  | 24 апреля 1854  | 24 апреля 1854                   | 10 сентября 1898              | 10 сентября 1898 | Франц Иосиф I |
|             | Цита Бурбон-Пармская               | Роберт I, герцог Пармский (Пармские Бурбоны)               | 9 мая 1892       | 13 июня 1911    | 21 ноября 1916 восхождение мужа  | 11 ноября 1918 свержение мужа | 14 марта 1989    | Карл I        |

## Титулярные императрицы Австрии

### Габсбурги-Лотарингские(с 1918)
| Изображение | Имя                         | Отец                                            | Дата рождения | Брак           | Стала титулярной императрицей       | Перестала быть титулярной императрицей | Смерть         | Супруг            |
| ----------- | --------------------------- | ----------------------------------------------- | ------------- | -------------- | ----------------------------------- | -------------------------------------- | -------------- | ----------------- |
|             | Цита Бурбон-Пармская        | Роберт I, герцог Пармский (Пармские Бурбоны)    | 9 мая 1892    | 13 июня 1911   | 11 ноября 1918 упразднение монархии | 1 апреля 1922 смерть мужа              | 14 марта 1989  | Карл I            |
|             | Регина Саксен-Мейнингенская | Георг Саксен-Мейнингенский (Саксен-Мейнинген)   | 6 января 1925 | 10 мая 1951    | 10 мая 1951                         | январь 2007 отречение мужа             | 3 февраля 2010 | Отто фон Габсбург |
|             | Франческа Тиссен-Борнемиса  | Ханс Тиссен-Борнемиса (бароны Тиссен-Борнемиса) | 7 июня 1958   | 31 января 1993 | январь 2007 восхождение мужа        | действующая                            | действующая    | Карл фон Габсбург |